# Queendom
Queendom – ósmy minialbum południowokoreańskiej grupy Red Velvet, wydany 16 sierpnia 2021 roku przez wytwórnię SM Entertainment i dystrybuowany przez Dreamus. Płytę promował singel „Queendom”.

## Lista utworów
| CD | CD                               | CD                                           | CD                                                                                               | CD                                                                             | CD      |
| Nr | Tytuł utworu                     | Tekst                                        | Kompozycja                                                                                       | Aranżacja                                                                      | Długość |
| -- | -------------------------------- | -------------------------------------------- | ------------------------------------------------------------------------------------------------ | ------------------------------------------------------------------------------ | ------- |
| 1. | „Queendom”                       | Jo Yoon-kyung                                | minGtion (밍지션), Anne Judith Stokke Wik, Moa "Cazzi Opeia" Carlebecker, Ellen Berg             | minGtion (밍지션)                                                              | 3:01    |
| 2. | „Pose”                           | Lee Seu-ran                                  | Fabian Torsson, Harry Sommerdahl, Ylva Dimberg, Moa "Cazzi Opeia", Carlebecker                   | Fabian Torsson, Harry Sommerdahl, Ylva Dimberg, Moa "Cazzi Opeia", Carlebecker | 3:20    |
| 3. | „Knock on Wood”                  | Seo Ji-eum                                   | Jonatan Gusmark (Moonshine), Ludvig Evers (Moonshine), Moa "Cazzi Opeia" Carlebecker, Ellen Berg | Jonatan Gusmark (Moonshine), Ludvig Evers (Moonshine)                          | 3:40    |
| 4. | „Better Be”                      | Kim In-hyung (Jam Factory (music publisher)) | Andreas Öberg, Skylar Mones, Michele Wylen                                                       | Skylar Mones, Andreas Öberg                                                    | 3:00    |
| 5. | „Pushin' N Pullin”               | Kenzie                                       | Kenzie, Mike Daley, Mitchell Owens, Nicole Cohen                                                 | Mike Daley, Mitchell Owens                                                     | 3:03    |
| 6. | „Hello, Sunset” (kor. 다시 여름) | Choi Bo-ra (153Joombas)                      | Sam Klempner, Noémie Legrand, Dewain Whitmore Jr.                                                | Sam Klempner                                                                   | 3:30    |

## Notowania
| Lista                                             | Pozycja |
| ------------------------------------------------- | ------- |
| South Korean Albums (Circle)                      | 2       |
| Belgian Albums (Ultratop Flanders)                | 143     |
| Finnish Physical Albums (Suomen virallinen lista) | 8       |
| Japan Hot Albums (Billboard Japan)                | 23      |
| Japanese Albums (Oricon)                          | 11      |
| UK Digital Albums (OCC)                           | 17      |
| US Heatseekers Albums (Billboard)                 | 16      |
| US World Albums (Billboard)                       | 11      |

## Nagrody w programach muzycznych
| Program                | Data             | Źródło |
| ---------------------- | ---------------- | ------ |
| M Countdown (Mnet)     | 26 sierpnia 2021 | [ 10 ] |
| Music Bank (KBS2)      | 27 sierpnia 2021 | [ 11 ] |
| Show! Music Core (MBC) | 28 sierpnia 2021 | [ 12 ] |
| Show! Music Core (MBC) | 4 września 2021  | [ 13 ] |
| Show! Music Core (MBC) | 11 września 2021 | [ 14 ] |
| Inkigayo (SBS)         | 29 sierpnia 2021 | [ 15 ] |
| Inkigayo (SBS)         | 12 września 2021 | [ 16 ] |

## Sprzedaż
| Kraj             | Sprzedaż |
| ---------------- | -------- |
| Korea Południowa | 384 493  |
| Japonia          | 12 577+  |